# Capponi (famiglia)

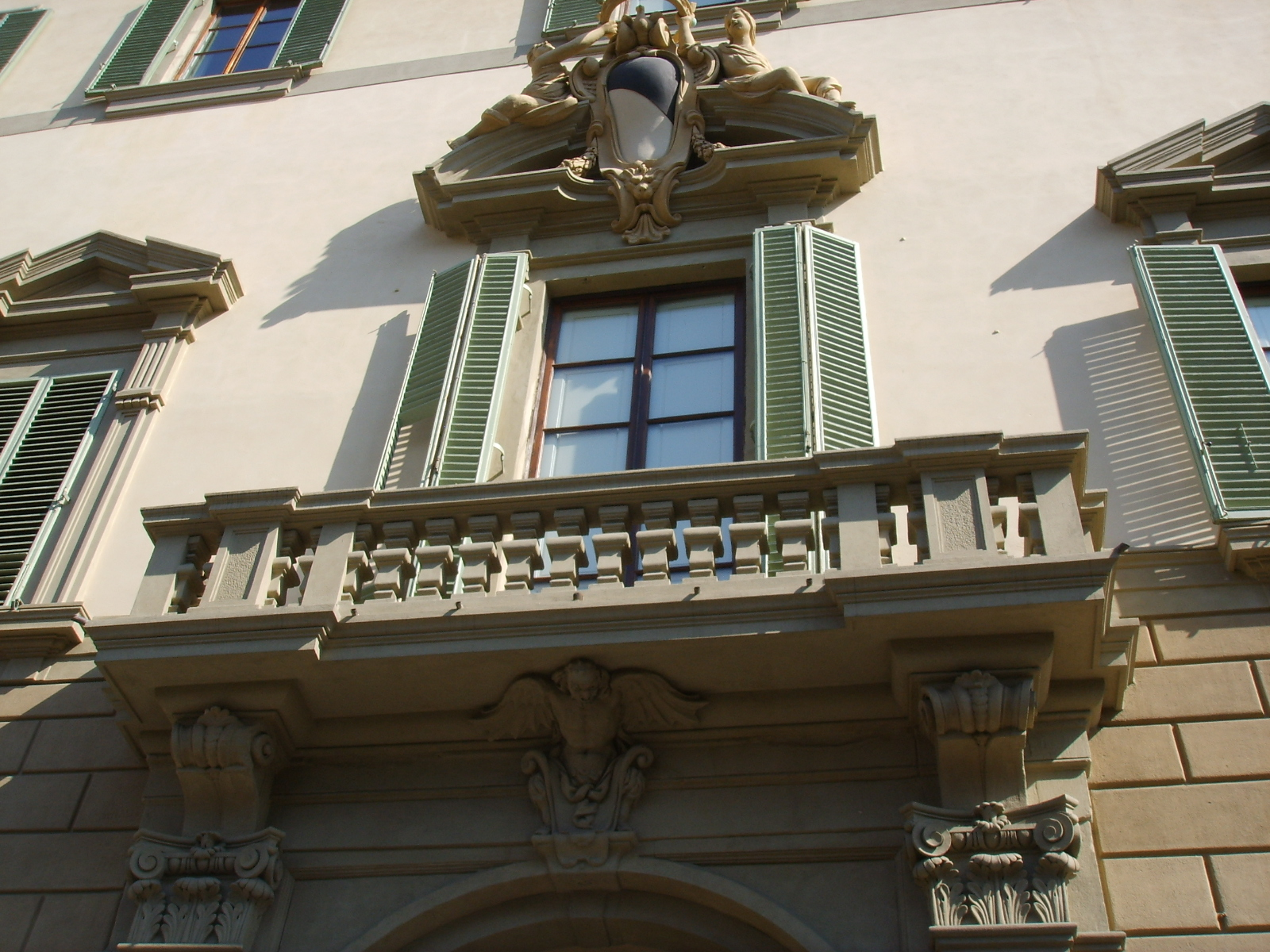
Lo stemma dei Capponi sul palazzo di via Gino Capponi: arme trinciato diviso diagonalmente in due parti, nera e argento; il motto è legato allo stemma e recita Post tenebra lux

I Capponi sono un'antica famiglia fra le più illustri e numerose di Firenze, strettamente legata alla sua storia avendo dato 57 priori e 10 gonfalonieri.

## Storia
Provenienti forse dal contado senese, furono presenti a Firenze almeno dalla prima metà del XIII secolo: una tradizione riporta la menzione di un certo Cappone Capponi, immatricolato nell'Arte della Seta nel 1210. Più verosimile, la citazione in una pergamena dell'Abbazia di Passignano del 1056, conservata presso l'Archivio di Stato di Firenze, di Ugutius filius Gini qui Cappone vocatur, il che confermerebbe la provenienza dei Capponi dalla Toscana centro-meridionale.
A partire dal Duecento si trovano già inurbati a Firenze, dove nel 1216 introdussero, secondo la tradizione, la lavorazione della seta. Più realisticamente apportarono migliorie e innovazioni nella manifattura serica. Meglio documentata l'introduzione, nel secondo decennio del XV secolo da parte di Gino Capponi appresa a  Lucca, dell'arte del battiloro, la creazione cioè di stoffe di fili seta e oro intrecciati. L'utilizzo di questa tecnica fu una caratteristica dello stile di casa Capponi fino all’800. In ogni modo, nel 1244 Compagno di Uguccione fu il primo iscritto documentato della famiglia all’Arte della Seta. Furono proprio Compagno e suo padre i primi ad avere casa a Firenze, nei quartieri dell’Oltrarno. Nei loro primi 80 anni in città i membri della famiglia aumentarono così il giro di affari fino a permettersi di iscriversi anche alle Arti dei Lanaioli, del Cambio, dei Mercatanti. 
Non tardò ad arrivare, al pari delle altre famiglie maggiorenti fiorentine, anche un banco, una compagnia d'affari. In questo campo emerse la figura di Buonamico detto Mico (-1310) figlio di Compagno che istituirà il banco di prestito a Firenze con una filiale in Friuli. Sarà suo socio il fratello minore Filippo che aveva iniziato la carriera di banchiere prima a Milano e poi come socio della famiglia Torriani ad Aquileia (Udine).  
Nel 1299 il banco Capponi era talmente solido che ebbe a garanzia di un prestito di 1.400 lire veronesi fatto a Martino Della Torre, la Corona di Ferro dei re d’Italia. Il banco avrà poi filiali in Italia, Milano, Bologna, Sicilia e Calabria, in tutta Europa: Francia (Lione) e Inghilterra; ed anche in Medio Oriente, stringendo accordi commerciali con l’impero ottomano. 
Presto la famiglia si divise in cinque rami dai cinque figli di Buonamico Capponi (?-1310), che vissero uniti dalla cooperazione, oltre che dalla parentela. I diversi rami arriveranno all’epoca moderna e contemporanea: dal figlio Cappone discenderanno i Marchesi Capponi di Altopascio, ramo che si estinguerà nel 1933; dal figlio Neri, che avrà tra i suoi discendenti Pier Capponi, troviamo il ramo marchionale di Gino Capponi e quello degli attuali conti Capponi alle Rovinate. 

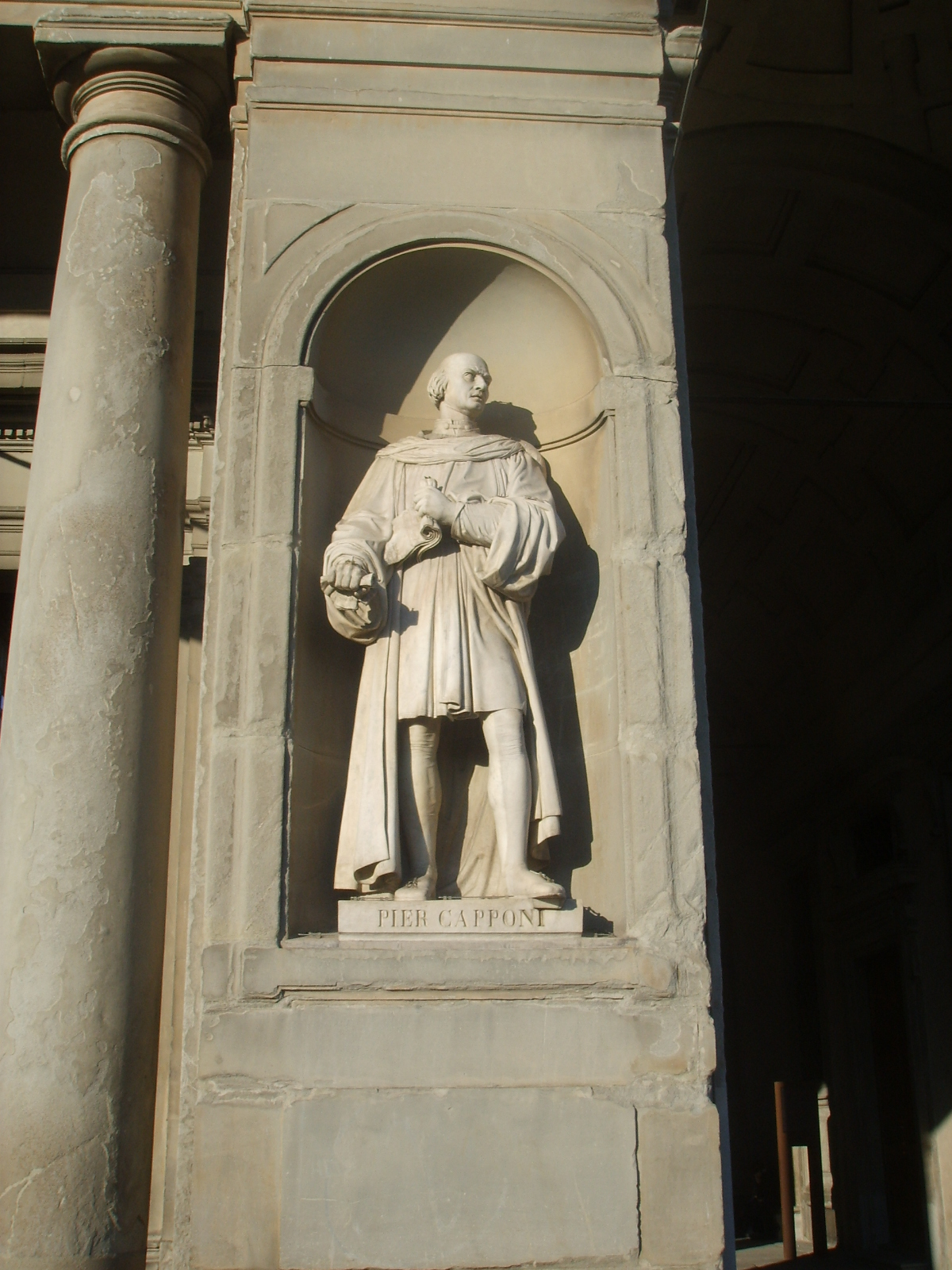
Statua di Pier Capponi, nel loggiato degli Uffizi

Per tutto il ‘200 e il ‘300 la famiglia Capponi fu coinvolta nella politica di Firenze ma solo in minima parte nelle lotte interne, sebbene i suoi membri abbracciassero in maggioranza la fede guelfa (ed in particolare la parte nera). Come conseguenza del prestigio sociale e della ricchezza ottenuti, occuperanno varie cariche in seno alle Arti (consoli), membri della Signoria (priorato, gonfalonierato) e politiche (camerlenghi, ambasciatori, maestri della Zecca, membri dei XII Buononimi, podestà di varie città conquistate da Firenze, ufficiali delle gabelle, ufficiali dell’abbondanza). Mostreranno ottime capacità imprenditoriali (il Banco Capponi sarà uno dei più ricchi di Firenze), e una forte fede nell’indipendenza della Repubblica fiorentina, appoggiando quasi sempre le rivendicazioni popolari rispetto a quelle magnatizie e spingendo per appianare le divisioni intestine.
Tra il 1342 e il 1343 furono tra le famiglie che si mobilitarono per cacciare il tiranno Gualtieri VI di Brienne, duca di Atene. 
Con la salita alla ribalta di Cosimo de' Medici i Capponi tennero una posizione di equilibrata distanza tra le parti in causa. Anzi, Neri Capponi fu tra coloro che cercarono di quietare gli animi tra Medici e Albizi. Dopo il rientro di Cosimo dall'esilio e la presa de facto del potere cittadino, Neri divenne un suo alleato, prendendo l'incarico di Commissario dello Stato di Firenze in occasione della battaglia di Anghiari, che lo vide vittorioso riuscendo a  bloccare i piani espansionistici dei Visconti, signori di Milano, aumentando il potere politico di Firenze nelle successive sorti dell’Italia (salvando così il Rinascimento). Neri garantì una sorta di equilibrio tra le varie forze in gioco a Firenze, frenando sia le ambizioni di Cosimo che dei suoi avversari. Dopo la sua morte (1457) prese il suo posto quel Luca Pitti che sarà congiurato alla morte di Cosimo contro i Medici stessi, cercando di eliminare senza successo Piero il Gottoso figlio di Cosimo.
Celeberrima figura fu quella di Pier Capponi, ambasciatore e condottiero, che nel 1494 tenne testa al re Carlo VIII di Francia disceso in Italia con un esercito alla conquista di Napoli. Alle minacce di attacco dei francesi a fronte di pesanti richieste finanziarie è rimasta celebre la sua risposta:
Sottintendeva al fatto di essere pronto a chiamare il popolo fiorentino a combattere nelle strette vie cittadine nel caso l'esercito francese avesse messo mano alle armi. L'inadeguatezza di Piero di Lorenzo de' Medici detto il Fatuo si era rivelata nella viltà con cui aveva concesso al re di Francia libero il passo consegnandogli le fortezze di Sarzana, Pietrasanta, Motrone e Ripafratta senza alcuna autorizzazione da parte della Signoria: una leggerezza che gli costò l'esilio dalla città. Ora l'esercito francese era all'interno della città e Carlo VIII sosteneva di averne preso legittimamente possesso come di città conquistata pretendendo di dettare gravosissime condizioni. L'eroico gesto del Capponi che strappò di mano all'araldo del re il foglio da cui stava leggendo le odiose richieste, la sua risposta minacciosa, la paura dei Francesi di essere costretti ad un combattimento non in campo aperto spinsero Carlo VIII a più miti consigli.
Nel 1513 Agostino Capponi fu uno dei pochi membri familiari a schierarsi apertamente contro i Medici, ordendo una congiura contro il cardinale Giovanni de' Medici, scoperta e punita con la condanna a morte per lui e il suo complice Pietro Paolo Boscoli.

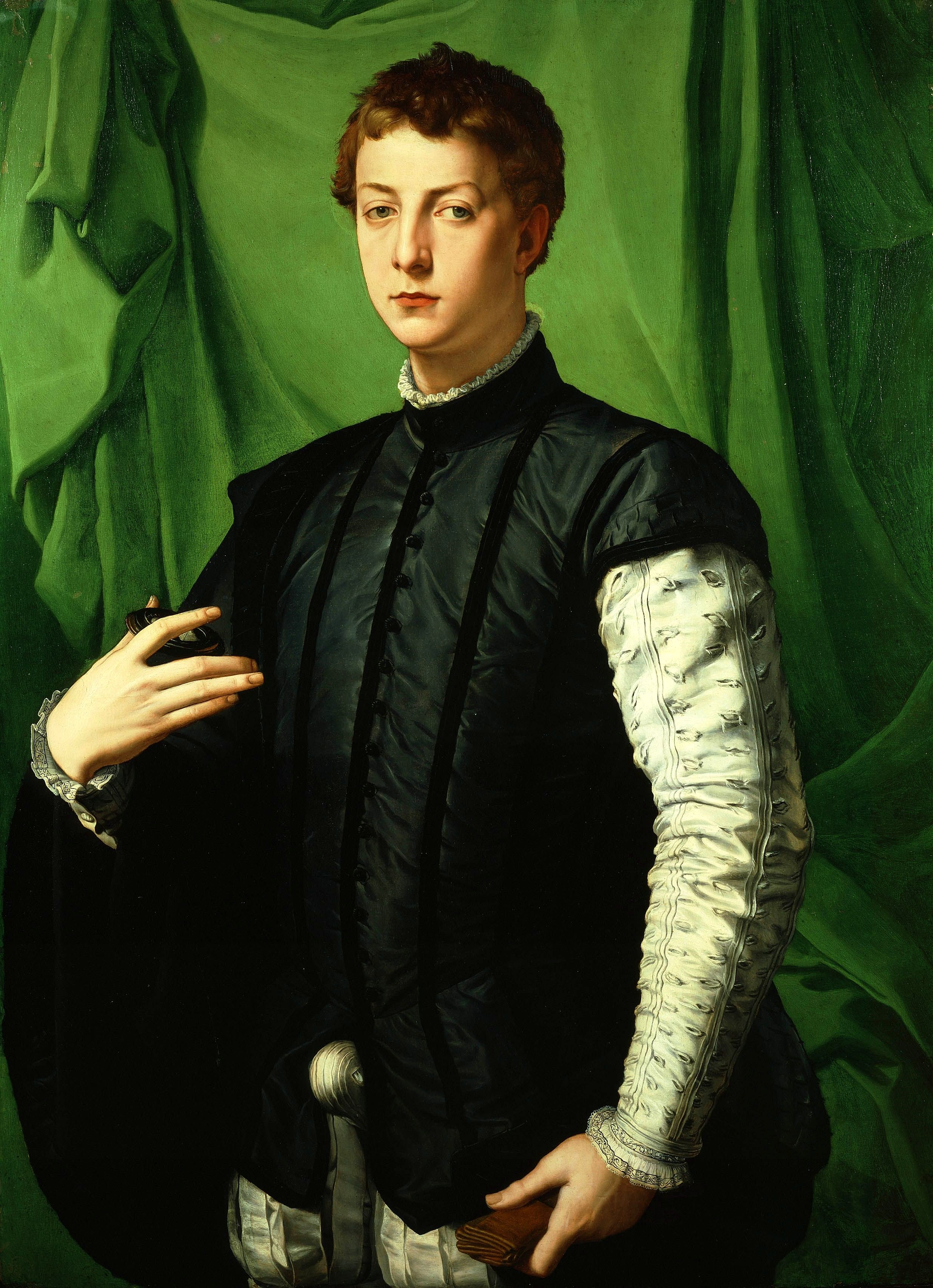
Agnolo Bronzino, Ritratto di Lodovico Capponi

Nel 1527, durante l'ultima cacciata dei Medici, Niccolò Capponi fu gonfaloniere di giustizia: stretto tra la morsa di papa Clemente VII e Carlo V deliberò, come ai tempi di Savonarola, di mettere la città nelle mani di Cristo Re, cosa che però non servì ad evitare l'assedio di Firenze e la sua riconquista da parte dei Medici.
Con l'instaurazione del ducato di Alessandro de' Medici ecco però che molte ricche e nobili famiglie fiorentine, sebbene avessero difeso a spada tratta la Repubblica e le sue istituzioni, per convenienza mutarono rapidamente faccia (siamo negli anni 1530-1537) ed entrarono a far parte del senato che doveva ratificare le decisioni del nuovo padrone di Firenze. I Capponi furono in buona compagnia con gli Antinori, i Corsini, i Salviati, i Guicciardini, i Rucellai, gli Strozzi, i Tornabuoni, ecc. Tutte famiglie che si assicurarono così ricchezza e gloria nei secoli a venire, mentre altre, come i Soderini, gli Altoviti, vennero costrette all'esilio permanente. Visse in quel periodo il cardinale Luigi Capponi.
Lodovico Capponi seniore fu committente del capolavoro di Jacopo Pontormo, la Cappella Capponi in Santa Felicita, mentre suo figlio Lodovico Capponi juniore fu il soggetto di un famoso ritratto di Agnolo Bronzino. Egli fu in quegli anni anche protagonista di una famosa storia d'amore a lieto fine con Maddalena Vettori, già promessa sposa a un altro e poi rinchiusa in un convento, prima di poter sposare il suo amato per intercessione della granduchessa Eleonora di Toledo.
Gli anni del Granducato per i Capponi furono un periodo di rinnovata solidità patrimoniale, politica e familiare, con gli interessi economici ormai votati ai terreni, come tante altre famiglie fiorentine, piuttosto che ai commerci ormai ristagnanti nella tranquilla Toscana tra Sei e Settecento. Con gli acquisti fondiari non tardò ad arrivare un titolo nobiliare, quello di conte.

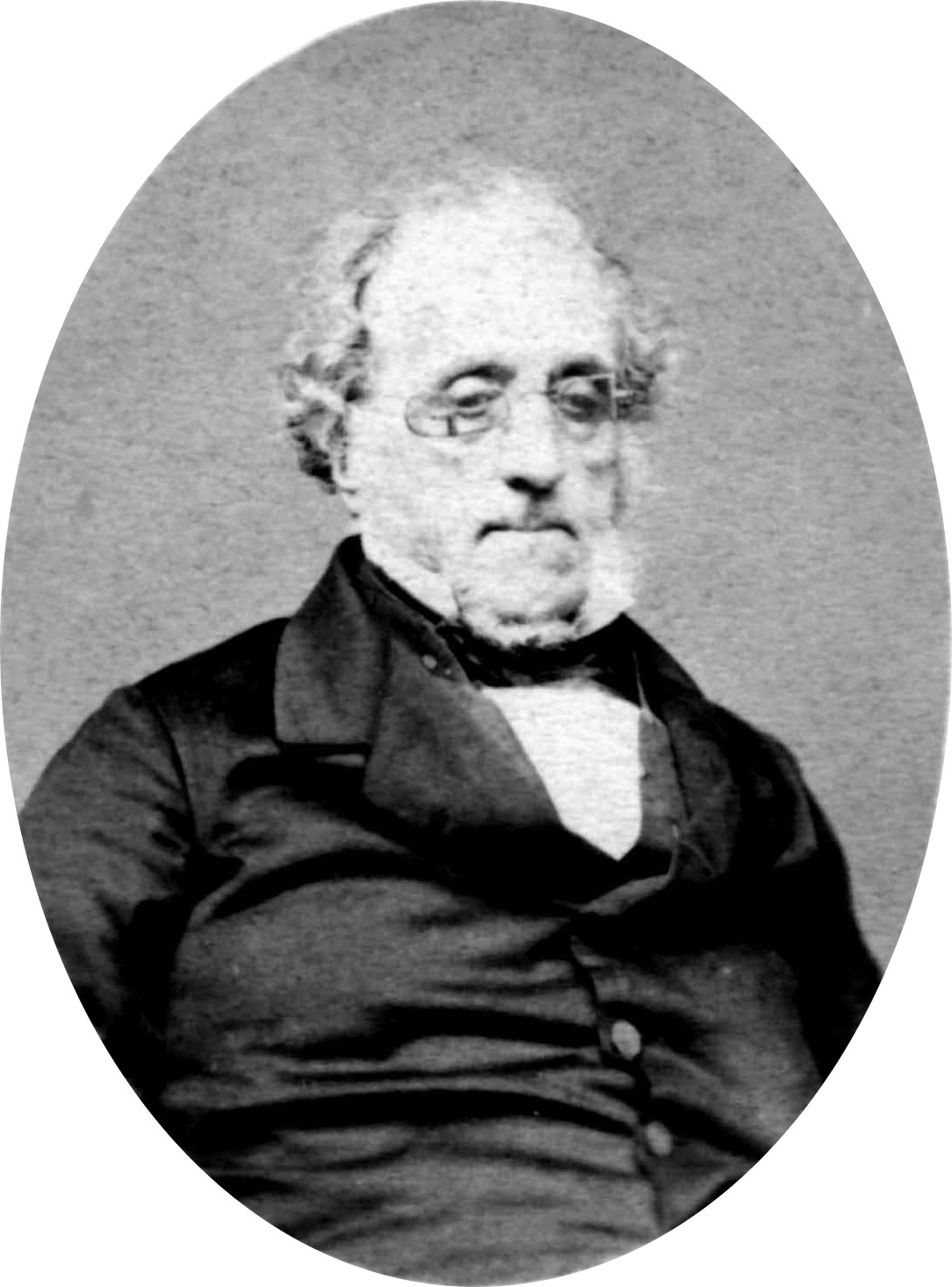
Gino Capponi

Risalgono soprattutto a questo periodo i vari palazzi Capponi sparsi in vari punti di Firenze, ad ospitare i tanti rami familiari: Palazzo Capponi alle Rovinate, Palazzo Capponi-Covoni e il cosiddetto Palazzo di Gino Capponi, solo per elencare i principali. Il palazzo in via Gino Capponi precede di circa un secolo lo statista al quale è dedicata la strada, e fu eretto per Alessandro Capponi su progetto di Carlo Fontana.
Gino Capponi viene talvolta indicato come l'ultimo discendente della famiglia: in realtà con lui si estinse solo uno dei rami, ma i conti Capponi esistono tutt'oggi ed abitano sempre in uno dei loro antichi palazzi, Palazzo Capponi alle Rovinate, in via de'Bardi, non lontano da Ponte Vecchio. Se il grande statista e letterato fu una delle figure chiave del Risorgimento italiano, tanto da venire sepolto nella basilica di Santa Croce accanto ai grandi italiani di tutti i tempi, la casata ha ancora la propria cappella e le proprietà fondiarie a Greve in Chianti (ad esempio Villa La Calcinaia).

### Il ramo dei Conti Capponi alle Rovinate
La famiglia Capponi poco dopo il suo arrivo a Firenze, si suddivise nel corso del tempo in cinque rami principali, derivanti dai figli di Recco (1289-1331 circa). Il ramo dei conti Capponi alle Rovinate discende da Neri (-1357), il più giovane dei figli di Recco, sposato con Francesca Magli. Questo è l'unico ramo arrivato fino ai giorni nostri.

#### Gli sviluppi del ramo
Neri fu membro dell'Arte dei Mercatanti o di Calimala, la corporazione fiorentina che si occupava del commercio internazionale dei panni di lana provenienti da territori come le Fiandre e l'Inghilterra. L'Arte comprava i tessuti alle fiere internazionali e, dopo averli trattati a Firenze, li rivendeva in vari mercati del mondo occidentale e orientale. Neri faceva anche parte dell'Arte della Lana, una delle corporazioni più potenti della città, che rappresentava circa un terzo della popolazione fiorentina. Partecipò attivamente alla cacciata del Duca d'Atene e guidò i fiorentini in numerosi scontri, ottenendo importanti vittorie come quella della battaglia del Ponte alla Carraia. Neri ricoprì diverse cariche pubbliche, tra cui quella di gonfaloniere e membro dei XII Buonomini.
Suo figlio Gino (1350-1421), sposato con Francesca Serragli, si schierò con gli Albizzi e per questa scelta, dopo il Tumulto dei Ciompi, venne escluso dalle cariche pubbliche. Quando il governo popolare cadde, poté tornare in carica. Fu vicario delle Alpi, capitano di numerose città come Anghiari e Prato, e ambasciatore. Si distinse nella guerra contro Pisa, contribuendo alla vittoria fiorentina. Governò con abilità e umanità, meritandosi stima anche durante il suo mandato ad Arezzo. Fu anche guida per il viaggio papale in Toscana del papa Giovanni XXIII.
Il figlio Agostino (1390-1470), sposato con Nera della Luna, si concentrò principalmente sugli affari familiari. Tuttavia, la sua abilità lo portò a ricoprire ruoli prestigiosi come Ambasciatore della Repubblica fiorentina, Vicario di San Giovanni Valdarno e del Val d’Arno superiore, castellano di Pisa, podestà di Fiesole, San Gimignano e Volterra.
Il figlio Lodovico (1427-1495), seppur ricoprendo incarichi minori, come quello di vicario di Anghiari, si dedicò ai commerci di famiglia e al mecenatismo. Acquistò la Cappella della Pietà nella Chiesa di Santa Felicita facendola restaurare da Filippo Brunelleschi. Si sposò con Ginevra Soderini. 
Il figlio Gino (1453-1498) fu amico di Piero de' Medici, detto Piero il Fatuo, partecipando alla congiura di Bernardo Del Nero per riportare Piero al potere. Dopo il fallimento della congiura, Gino fuggì e venne condannato a morte in contumacia.

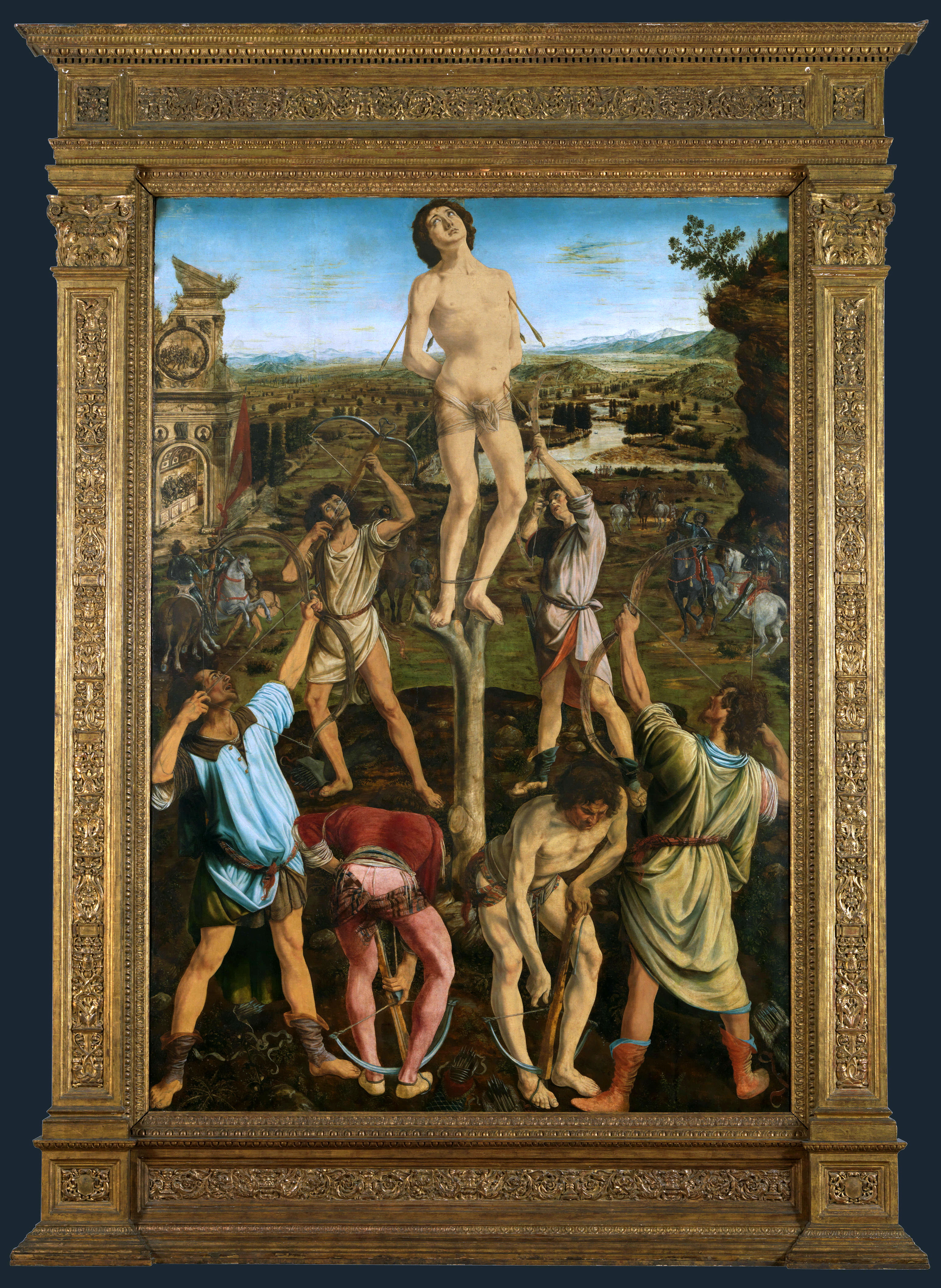
Gino Capponi ritratto da Antonio del Pollaiolo come San Sebastiano

Le difficoltà economiche derivanti dalle azioni di Gino ricaddero sul figlio Lodovico Capponi seniore (1482-1534), avuto da Adriana Gianfigliazzi. Lodovico dovette ricominciare da zero lavorando nel banco Martelli a Roma. Personaggio di acume e intelligenza riuscì presto a ribaltare la situazione economica e fu eletto Console della Repubblica fiorentina a Roma, dove promosse la costruzione della chiesa di Basilica di San Giovanni Battista dei Fiorentini. Rientrò a Firenze e vi rimase dopo la rivoluzione anti medicea del 1527 essendo sostenitore della libertà repubblicana. Si comportò con estrema umanità nei confronti dei vinti e per questo fu rimosso dal suo incarico di giudice. Fu fra coloro che vollero resistere all’assedio delle truppe pro medici; ma dopo la disfatta di Gavinana promosse la resa. I Medici ripreso il potere gli riconobbero meriti e onestà affidandogli vari incarichi (ad esempio membro degli 8 di Guardia e Balia). Fu mecenate di artisti come Pontormo, Bronzino e l'Allori,  dei quali, alcuni lavori abbelliscono ancora oggi le cappelle gentilizie in Santa Felicita e nel Palazzo Capponi alle Rovinate. Sposò Caterina Ridolfi.
Il figlio Gino (1528-1588), primogenito e fratello maggiore di Lodovico Capponi juniore continuò la tradizione familiare e ricoprì vari incarichi pubblici, contribuendo ulteriormente al prestigio della famiglia. Il suo primogenito Luigi (1551-1628), sposato con Maddalena Benci, iniziò la sua carriera come paggio di Cosimo I e successivamente si distinse a corte, ottenendo numerosi riconoscimenti.
Gino (1589-1654), figlio di Luigi, proseguì l'impegno politico come Commissario di Arezzo e Vicario di Scarperia. Suo figlio Cammillo (1623-1693), che intraprese una carriera simile a quella di Ludovico, fu eletto Senatore e divenne Provveditore per il Granducato di Toscana. Sposò Virginia di Giovanbattista Accarigi. 

#### Il titolo di conte
Il figlio di Cammillo, Ferrante Maria (1682-1752), sposò la contessa Teresa Borromei di Padova (1704), e in seconde nozze Laura di Ippolito Venturi (1727). Fu Cavaliere dell'Ordine di Santo Stefano papa e martire e paggio magistrale. Venne eletto Vice ambasciatore in Germania dove si recò per la nascita dell’arciduca Leopoldo, approfittando dell’invito istituzionale per studiare il paese. I suoi lavori furono a tal punto apprezzati che divenne benemerito dell’imperatore Leopoldo I d'Asburgo il quale gli conferì il titolo di conte del Sacro Romano Impero (1701). Tornato a Firenze Cosimo III lo ammise tra i gentiluomini di camera, ma per 20 anni non gli riconobbe il titolo di conte, malgrado i numerosi incarichi di fiducia da lui occupati. Solo nel 1722 il granduca concesse il titolo.
Ferrante fu membro dell'Accademia della Crusca. Ottenne il titolo di Patrizio Romano (1725) dal prozio marchese Alessandro Gregorio Capponi, morto senza eredi. La carriera politica fu lunga e importante. Fece parte del Senato dei quarantotto, della magistratura dei Dodici Buonomini, dei Pupilli, degli Accoppiatori, dei Consiglieri della Repubblica fiorentina, dei Conservatori della giurisdizione, degli Otto di guardia, del Monte comune, dei Procuratori di palazzo, dei Conservatori di legge, dei maestri di Zecca, dei Capitani di parte Guelfa, dei Conservatori dell'archivio. Il ruolo centrale fu quello di provveditore dell'ufficio delle Decime granducali, passando poi a Soprintendente delle Decime, lasciando il provveditorato al figlio Camillo (1713-1757). Apice della sua carriera fu la nomina ad esecutore testamentario della principessa Violante Beatrice di Baviera. Nel 1751 ottenne per sé e per i suoi discendenti l'iscrizione alla classe del Patriziato Fiorentino.
Il figlio Ferdinando Carlo (1721-1806) cugino di nono grado di Gino Capponi, pur se iniziato alla carriera ecclesiastica alla morte del fratello maggiore Camillo venne richiamato alla vita secolare. Sposò Lucrezia Lucia Corboli (1760) in un matrimonio combinato ma che si rivelò anche d’amore, tanto che le promise in vita che il suo cuore sarebbe sempre appartenuto a lei. Per questo scrisse nel testamento che alla sua morte esso dovesse essere messo nella tomba di Lucrezia morta anni prima. Ferdinando Carlo colse i frutti del lavoro del padre. Iscritto al Sovrano Ordine Militare di Malta dalla nascita, passò a quello di Santo Stefano, e divenne membro della Crusca e Senatore. Con l’interregno francese fu nel 1799 membro del consiglio di reggenza.

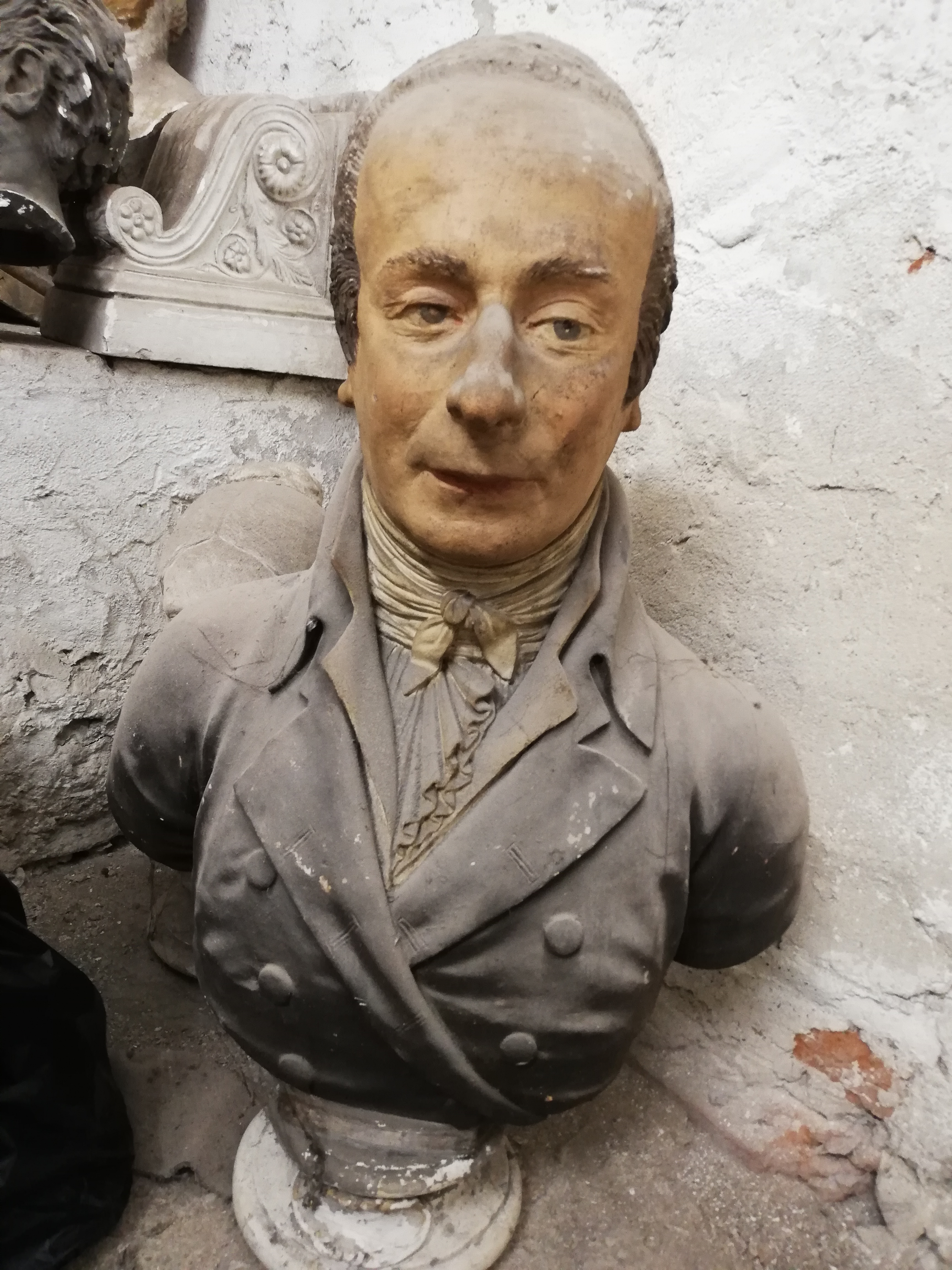
Busto in gesso dipinto del conte Ferrante Capponi (1762 – 1819) - (Archivio famiglia dei conti Capponi alle Rovinate, Firenze)

Il figlio Ferrante (1762-1819), sposò in prime nozze Giulia Della Gherardesca (1791), che purtroppo morì giovanissima. Si risposò con Maria Teresa Pandolfini (1795), dama dell’imperatrice Maria Luisa moglie di Napoleone I. In parte differente da suo padre, per la sua intraprendenza, il suo rispetto per la popolazione e per la sua pericolosità politica, fu assieme ad altri compagni arrestato dai francesi nel 1799 e incarcerato a Livorno dal generale Paul Louis Gaultier de Kervéguen, comandante dell’armata francese a Firenze, per essere poi deportato in Francia. Rientrato fu tra i testimoni del giuramento prestato dai senatori toscani al re d’Etruria Carlo Ludovico (Carlo II di Parma). Decise da questo momento di non occuparsi più di politica ma solo di opere di carità fin quando fu eletto Ciambellano del Regno d’Etruria e poi del Granducato nel 1814, con la restaurazione voluta dal granduca Ferdinando III di Toscana.

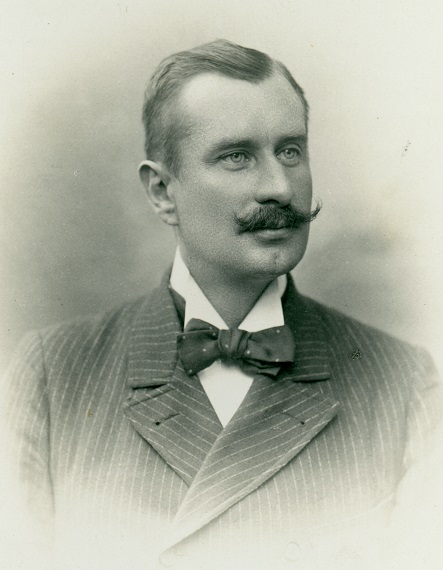
Il conte Piero Capponi in una fotografia del 1897 (Archivio famiglia conti Capponi alle Rovinate, Firenze).

Il figlio Giovan Battista Capponi (1797-1864), sposato con Luisa Velluti-Zati, non si dedicò molto alla politica, ma si impegnò in opere di carità, in particolare a favore della basilica di San Miniato al Monte.
Suo figlio Luigi Capponi (1834-1921), ornitologo e membro del Comizio Agrario, si dedicò alla produzione di vino e alla custodia della Basilica di San Miniato al Monte.. Sposerà Eletta dei Marchesi Giugni Canigiani de' Cerchi con cui avrà due figli, Piero (1861-1940) e Teresa (1859-1911). 
Piero, pur avendo una notevole produzione artistica, non ricevette riconoscimenti ufficiali. Si sposò con Luisa o Louise Sophie Vonwiller (1864 – 1947) la primogenita delle 4 figlie di secondo letto di August Oscar Vonwiller (1822 – 1888), console generale della repubblica elvetica a Milano e proprietario della Banca Vonwiller fondata a Milano da suo padre, e di Sophie Kesselring (1840 – 1907). Luisa fu una botanica e fotografa appassionata. Avranno due figli, Ferrante (1898-1965) e Recco (1901-1984). 

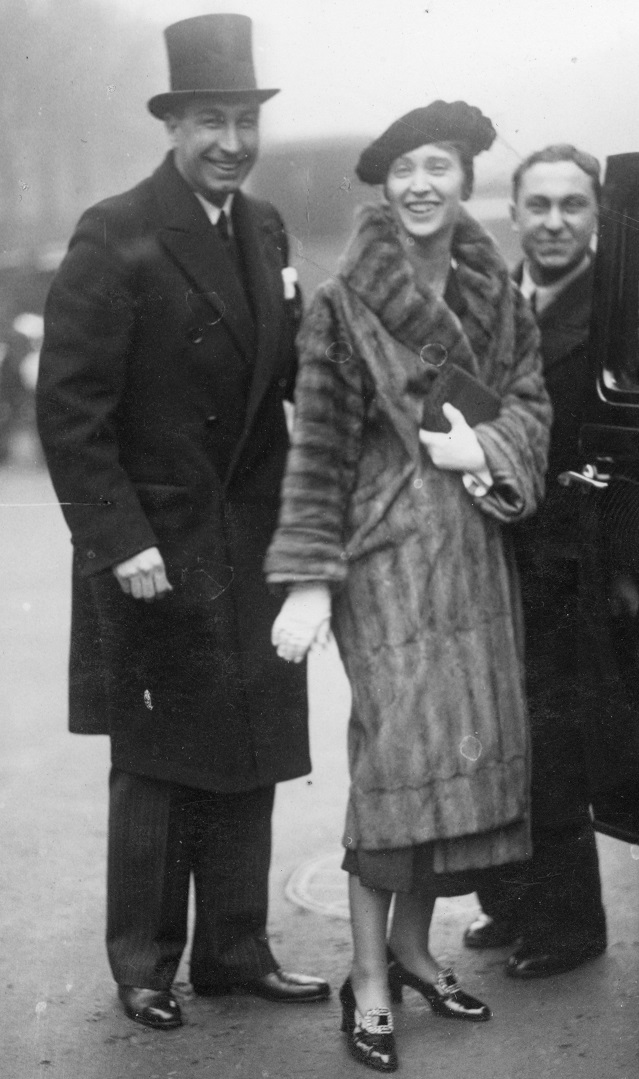
Il conte Ferrante e la contessa Elnyth a Londra nel 1934 (Archivio famiglia dei conti Capponi alle Rovinate).

Ferrante seguirà la carriera militare nella Marina Reale, partecipando agli ultimi mesi della Prima Guerra Mondiale imbarcato sulla corazzata Andrea Doria, facendo una lunga carriera,  divenendo anche attaché navale a Londra (dove lavorò con Dino Grandi e Giuseppe Bastianini) e a Parigi; arrivando alla carica di ammiraglio e partecipando a numerose missioni durante la Seconda Guerra Mondiale (fu comandante del Granatiere, dell’Alpino, dell’Eugenio di Savoia e del Duilio). 
Dopo l’8 settembre 1943 entrò nel corpo volontario della libertà, divisione Giustizia e libertà, V Brigata. Nel novembre 1944 fece parte del Comando in Capo del Mediterraneo, come capo della Regia Missione Navale Italiana. Dopo la guerra, divenne membro della SHAPE, l’organismo atlantico voluto da Eisenhower, che troverà forma definitiva nella NATO. Sarà poi nominato presidente del Lloyd Triestino. Sposò Elnyth Arbuthnot, figlia di Robert Edward Vaughan Arbuthnot (1871-1922), figlio del Reverendo Robert Keith Arbuthnot (1838-1894) e di Mary Agnes Vaughan (-1908), nipote di Sir Robert Keith Arbuthnot, secondo Barone di Edimburgo (1801-1873), e di Tessa Ethel Mary Wyndham (1864-1965), figlia del Maggior Charles Wyndham (1826ca-1908ca) e di Charlotte Anketell Jones (1833-1923). Robert era membro dell’Indian Civil Service e del Governatorato di Burma. Ferrante ed Elnyth avranno due figli Neri (1925-2018) e Diamante (1927-2023).

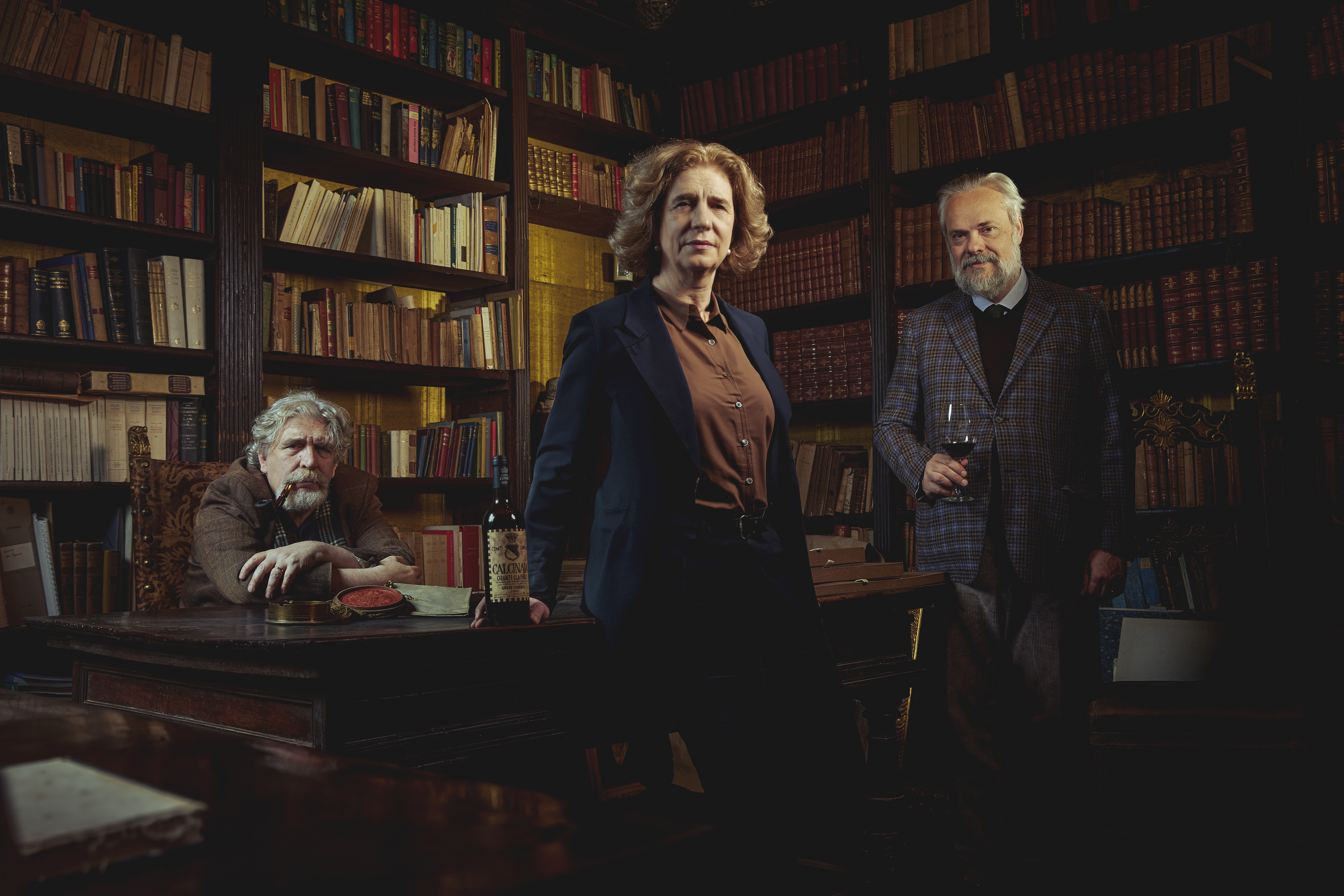
Il conte Niccolò, la contessa Tessa e il conte Sebastiano Capponi (Archivio famiglia dei conti Capponi alle Rovinate, Firenze).

Neri seguirà una carriera accademica divenendo professore di Diritto Canonico presso l’Università degli Studi di Firenze, dopo essere stato assistente del professor Paolo Grossi (presidente della Corte Costituzionale). Sarà avvocato della Sacra Rota e Giudice del Tribunale Ecclesiastico a Firenze. Proseguirà l’impegno politico e intellettuale della famiglia. Sposerà Flavia Lodi Fè figlia del Diplomatico, Ambasciatore e Commissario italiano a Costantinopoli Romano Lodi Fè e di Kathrine Abbott, sorella del produttore cinematografico Maurizio Lodi-Fè. 
I loro figli Tessa, Niccolò e Sebastiano sono gli attuali conti Capponi.

## Luoghi e architetture
Palazzi
- Palazzo Capponi delle Rovinate
- Palazzo di Gino Capponi
- Palazzo Capponi-Covoni
- Palazzo Capponi-Vettori
- Palazzo Capponi-Incontri
- Casa Capponi

Ville
- Villa La Pietra
- Villa Colletta
- Villa Calcinaia
- Villa Capponi (Firenze)
- Villa Capponi-Tempi
- Villa di Petrognano
- Villa Capponi di Marcialla
- Villa Vogel